# Artal I de Foces
Artal I de Foces (también llamado Arnau) (m. después de 1212) Fue un caballero y ricohombre aragonés mesnadero de las tierras de Foces. No se tiene seguridad de quien fue su padre. 
Será él quien llevó al papa Inocencio III, por orden del rey, la lanza y el pendón que serían colocados como exvotos en la basílica de San Pedro de Roma. A cambio recibirá del pontífice varias reliquias, entre ellas un trozo del Lignum Crucis, reliquias que estuvieron en la capilla del templo del castillo de Foces, estuvieron en la consagración de la ermita de Santa María del Monte en Liesa (Huesca) y recibiendo durante siglos veneración.